# Vijoleta
Vijoleta je žensko osebno ime.

## Izvor imena
Ime Vijoleta je različica ženskega osebnega imena Violeta.

## Pogostost imena
Po podatkih Statističnega urada Republike Slovenije je bilo na dan 31. decembra 2007 v Sloveniji število ženskih oseb z imenom Vijoleta: 30.

## Osebni praznik
Osebe z imenom Vijoleta lahko godujejo skupaj z Violetami.